# Jacklord Jacobs
Jacklord Bolaj Jacobs (Benin City, 1 de enero de 1970) es un deportista nigeriano que compitió en boxeo. Ganó una medalla de plata en el Campeonato Mundial de Boxeo Aficionado de 1993, en el peso semipesado.
En marzo de 1994 disputó su primera pelea como profesional. En su carrera profesional tuvo en total 13 combates, con un registro de 5 victorias, 5 derrotas y 3 empates.

## Palmarés internacional
| Campeonato Mundial | Campeonato Mundial  | Campeonato Mundial | Campeonato Mundial |
| Año                | Lugar               | Medalla            | Categoría          |
| ------------------ | ------------------- | ------------------ | ------------------ |
| 1993               | Tampere (Finlandia) | Medalla de plata   | 81 kg              |